# 仿盖螳属
仿盖螳属（学名：Plastogalepsus）是沙漠螳科的一属。

## 下属物种
本属包括以下物种：
- Plastogalepsus kuhlgatzi Werner, 1907